# Ваткатуръянкалма
Ваткатуръянкалма — болото на территории Ивдельского городского округа Свердловской области России.

## Географическое положение
Болото Ваткатуръянкалма расположено в муниципальном образовании «Ивдельский городской округ» Свердловской области, между рекой Пелым и рекой Лозьва. Болото площадью 13 км², труднопроходимо, глубиной свыше 2 метров и примыкает к озеру Ваткатур.